# Carya poilanei
Carya poilanei är en valnötsväxtart som först beskrevs av Auguste Jean Baptiste Chevalier, och fick sitt nu gällande namn av André Leroy. Carya poilanei ingår i släktet hickory, och familjen valnötsväxter. Inga underarter finns listade i Catalogue of Life.